# Gary Glitter
Paul Francis Gadd (Londres, Inglaterra, 8 de mayo de 1944), conocido como Paul Raven o Gary Glitter, es un músico y compositor británico de los primeros tiempos del glam rock, que obtuvo gran popularidad entre los primeros años de 1970 hasta mediados de los años 1980. Fue acusado y condenado por delitos sexuales, siendo encarcelado en 1999 por posesión de pornografía infantil, y en 2006 y en 2015 por abuso sexual infantil y tentativa de violación, entre otros cargos.
Glitter ha vendido más de 20 millones de discos en todo el mundo, se mantuvo en las listas de sencillos del Reino Unido por 180 semanas consecutivas, y ha tenido 26 sencillos de éxito, lo que lo coloca entre los 100 ingleses más exitosos.
Tras actuar bajo el seudónimo de Paul Raven en los años 1960, se dio a conocer como Gary Glitter en la época del glam rock de principios de los años 1970, con una sólida carrera en solitario en las listas del Reino Unido y varios éxitos, incluyendo «Rock and Roll, Parts One and Two», «Do You Wanna Touch Me»", «I Love You Love Me Love», «I'm the Leader of the Gang (I Am)» y «Hello, Hello, I'm Back Again». Un suave declive a finales de los 70 fue seguido de una exitosa vuelta, como artista en solitario de nuevo, en los años 1980. Entre 1972 y 1995, Glitter tuvo 26 sencillos de éxito que lo mantuvieron durante un total de 180 semanas entre los 100 primeros, doce de las cuales estuvieron entre los 10 primeros y tres canciones en el número uno. Siguió grabando en los años 1980 y 1990, y su canción «Another Rock n' Roll Christmas», de 1984, se convirtió en uno de los éxitos más reproducidos de la Navidad. Realizó siete álbumes de estudio y al menos 15 grandes éxitos y discos en directo. En 1998, su grabación de «Rock and Roll» se incluyó como una de las 1001 mejores canciones en la historia de la música. La canción «Rock and Roll, Part 2», principalmente instrumental, se convirtió en una canción de eventos deportivos estadounidenses durante varias décadas.
La BBC describió la caída de la fama de Glitter como "dramática" y "espectacular". A finales de los años 1990, su imagen pública ha quedado irreparablemente empañada, debido principalmente a su arresto en 1997 y a su condena en 1999 por posesión de cientos de artículos relacionados con la pornografía infantil,. Más tarde, Glitter se enfrentó a cargos criminales y deportaciones de muchos países como Vietnam y Camboya, relacionado con el abuso sexual infantil real o presunto, después de que la corte vietnamita lo halló culpable de actos obscenos con menores en 2006. Había estado viviendo en Vietnam desde la deportación de Camboya por cargos de abuso sexual infantil en 2002.
Glitter fue deportado de Vietnam a Reino Unido al final de su sentencia, por la que fue incluido en el registro de delincuentes sexuales. Estas condenas convirtieron a Glitter, considerado hasta entonces uno de los artistas mejor valorados de la historia de la música británica, en una de las figuras más despreciadas de todo el país.
En octubre de 2012, Glitter fue arrestado como parte de la operación Yewtree. Salió bajo fianza pero finalmente fue acusado, en junio de 2014, por delitos sexuales contra niños. El 5 de febrero de 2015 fue declarado culpable de intento de violación, cuatro cargos de asalto indecente y uno por tener relaciones sexuales con una niña menor de 13 años, entre 1975 y 1980. Fue sentenciado, el 27 de febrero, a 16 años de cárcel.

## Primeros años
Paul Francis Gadd nació en Banbury, Oxfordshire. Su madre, una limpiadora, era soltera. Nunca conoció a su padre. Era un chico difícil de controlar y a los 10 años quedó al cuidado de la autoridad local, al igual que su hermano. A pesar de que era protestante, se educó en una escuela católica. Frecuentemente se escapaba a Londres, a los locales que más tarde lo verían despegar.

## Biografía

### Primeros trabajos
Cuando tenía 16 años, Gadd ya estaba actuando en las clubes de Londres. Su carrera creció tanto como aparecía en lugares como Two I's, en Soho, y el Laconda o el Safari Club. Su repertorio incluía estándares de rock and roll primerizo así como baladas románticas. Su primera oportunidad apareció cuando el productor de cine Robert Hartford-Davis lo descubrió y le financió una sesión de grabación para Decca Records. En enero de 1960, con 15 años, bajo el seudónimo de Paul Raven, lanzó su primer sencillo, "Alone in the Night".
Un año después, con un nuevo mánager, Vic Billings, firmó un nuevo contrato discográfico con Parlophone y trabajó con el productor George Martin, antes que este se asociase a the Beatles. Martin produjo dos sencillos, "Walk on Boy" y "Tower of Strength", pero ninguna de ellas vendió demasiado y la carrera de Raven quedó estancada. Hacia 1964, mientras Martin se comía el mundo con los Beatles, Raven fue reducido a trabajar como asistente y tocar en el calentamiento del programa de la televisión británica Ready Steady Go!. Hizo numerosos comerciales para TV y pruebas para películas, y en el transcurso de estas actividades conoció al arreglista-productor Mike Leander que en algún momento lo ayudó a reavivar su carrera. Llegó incluso a probar para el papel protagonista en la película Privilege, escrita y dirigida por Peter Watkins, que dirigió el controvertido docudrama The War Game.

### Como Gary Glitter
Raven se unió a la Mike Leander Show Band a principio de 1965, pero fue sustituido para producir algunas sesiones para artistas como Thane Russell y un grupo beat escocés, the Poets. Tras la disolución del grupo de Leander, Raven formó "Boston International" con el saxofonista John Rossall, con el que pasó cinco años girando por R.U. y Alemania, grabando de forma ocasional. Desde 1968 hasta 1970, muchos sencillos incluyendo "Musical Man", "Goodbye Seattle" y una versión del tema de George Harrison "Here Comes the Sun", lo lanzaron de nuevo a las tiendas de discos, cambiando brevemente su nombre a Paul Monday. A medida que el movimiento glam llegaba a su apogeo en 1971, Raven cambió de nuevo su nombre a Gary Glitter, que ideó jugando con las letras del alfabeto, trabajando hacia atrás desde la Z. Otras opciones incluían nombres como Terry Tinsel, Stanley Sparkle and Vicky Vomit. El periodista June Southworth aun así afirmó que 'Gary Glitter' había sido usado como seudónimo en algunas columnas de revistas para adolescentes por su colega Michael Aldred, con quien había trabajado en Ready Steady Go. De todas formas, el estilo que vendría a definir a Gary Glitter había tomado su forma básica.
La canción que creó la carrera y el nombre de Gary Glitter fue una improvisación de 15 minutos; se partió luego en dos extractos de tres minutos y que luego se lanzaron como cara A y B del sencillo llamado "Rock and Roll, Parts One and Two". Se probó que la parte dos se volvió popular en muchos países, aunque tardaría unos seis meses en tener el impacto necesario, alcanzando el número dos en las listas pop británicas y llegando al Top Ten en los Estados Unidos, uno de los pocos discos de glam rock británico en lograrlo. "Rock and Roll (Part One)" fue también un éxito; en Francia llegó al número uno y en R.U. las dos partes llegaron a estar en las listas al mismo tiempo.

### Éxito de masas

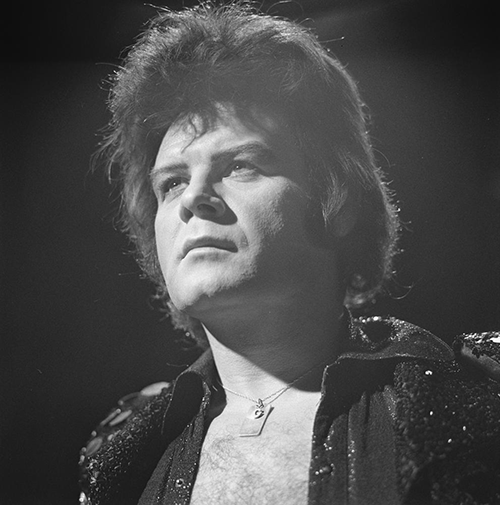
Gary Glitter en 1973.

"Rock and Roll" fue seguido por más éxitos en los siguientes tres años. Glitter, apoyado por los Glittermen/the Glitter Band en el escenario, amenazó la dominación de las listas por parte de grupos como Sweet, Slade o T.Rex. Para dar más fuerza a su imagen decía que poseía 30 trajes brillantes y 50 pares de botas con plataforma plateada. Realizó también muchos sencillos que llegaron al Top 10 británico, con "I'm the Leader of the Gang (I Am)" como su primer sencillo en alcanzar el número uno en el verano de 1973, y "I Love You Love Me Love", que lo siguió, como número dos. Incluso una balada atípica, "Remember Me This Way", alcanzó el número tres. Tuvo once sencillos consecutivos entre el Top Ten, desde 1972 con "Rock and Roll (Parts One and Two)" hasta "Doing Alright With the Boys" en el verano de 1975.
"Rock and Roll (Part Two)" se convirtió en un anatema para deportes populares en el norte de América. A menudo se usa como canción para los goles o canción de celebración, los fanes cantan "Hey!" en los momentos de coro. Además, los fanes de los Miami Heat, en vez de "Hey!", cantan "Heat!". A la luz de las condenas de Glitter, algunos equipos han parado de usar esa canción, aunque sigue siendo ampliamente reproducida.[cita requerida]
Aun teniendo ese éxito en R.U., Glitter nunca ha tenido el mismo impacto en América donde, como máximo, el glam fue tan solo una curiosidad. Glitter tuvo una entrada más en las listas de USA con "I Didn't Know I Loved You (Till I Saw You Rock 'n Roll)"; tras esto, lo más cerca que estuvo Glitter de las listas de éxitos fue una versión de su tema "I'm the Leader of the Gang (I Am)" por el grupo Brownsville Station.
Tras "Doing Alright With the Boys", Glitter ganó el premio a Mejor Artista Masculino en los premios musicales Saturday Scene organizada por LWT. Su posterior lanzamiento fue una versión del clásico del rhythm and blues del grupo Rivington "Papa-Oom-Mow-Mow", pero no consiguió llegar más arriba de la posición 30 en las listas británicas. Como los siguientes lanzamientos no llegaron mucho más allá, Gary Glitter anunció su retirada del mundo de la música para comenzar una vida familiar con su nueva pareja a principios de 1976. Ese mismo año se lanzó su primer recopilatorio de sencillos, simplemente llamada Greatest Hits, que entró en las listas de los 40 mejores vendidos de R.U. Un álbum de similar presupuesto, titulado I Love You Love Me Love, fue lanzado por Hallmark Entertainment al año siguiente.

### Su vuelta y los intereses financieros
En 1976, Glitter encaró su declive en cuanto a ventas de discos. Se tomó un exilio de dos años, viviendo en Francia y Australia, antes de volver a R.U. y comenzar su regreso.
La carrera de Glitter tomó un giro descendente a partir de finales de los 70s, declarándose en bancarrota en 1977, si bien protestó por las altas tasas de impuestos que había en UK por esos años. Se declaró por segunda vez en bancarrota por un impuesto impagado en los 90. Bajo esa presión financiera, ni siquiera un par de sencillos que entraron en el Top 40 ("It Takes All Night" y "A Little Boogie Woogie in the Back of My Mind") pudieron ayudarle a remontar el vuelo. Tomó a las audiencias del post-punk y algunos de sus artistas que respetaban su trabajo para hacerlo; tuvo influencia en los géneros de post-punk, new wave, britpop y hair metal, así como en el punk rock de los primeros tiempos. En este tiempo, Glitter se asentó como artista con su propio público, que continuó hasta su sentencia por pornografía infantil a finales de los 90. Esto ayudó a Glitter a hacer un medley disco de sus grandes éxitos, "All that Glitters", que entró en las listas en 1981. Durante los siguientes tres años, actuó en 80 conciertos por año en facultades y clubes y entró en las listas de éxitos con "Dance Me Up" (UK No.25) y "Another Rock and Roll Christmas" (UK No.7).
El regreso de Glitter fue impulsado en los años 80 por diversas apariciones y colaboraciones. En 1982 apareció en el álbum de British Electric Foundation Music of Quality and Distinction Volume One (UK No.25) junto con otras estrellas del pop/rock como Sandie Shaw y Tina Turner. En 1988, el disco "Doctoring the Tardis" de The Timelords , un tributo a Doctor Who, usó partes de "Rock and Roll (Part Two)" y llegó a número uno. A su debido tiempo, Glitter re-cortó "Rock and Roll" con el productor Trevor Horn así como "I'm the Leader of the Gang (I Am)" con Girlschool. A finales de los años 80, sus sencillos de éxito se usaron para la compilación de Telstar C'mon, C'mon... It's the Gary Glitter Party Album. En 1989, Jive Bunny and the Mastermixers usó una muestra amplia de "Another Rock and Roll Christmas" en su éxito número 1 en R.U. "Let's Party". En 1987 Glitter fue suspendido de conducir por diez años y escapó de prisión después de una tercera condena por concducir ebrio.
Durante los años 80, Glitter se volvió budista y vegetariano. En 1991, abrió un restaurante en el West End de Londres. El Glitter's Snack Bar se promocionó con el eslogan "Líder de los aperitivos" y cerró unos años después.
Glitter lanzó también su propio sello discográfico en los primeros años de los 90, Attitude Records, tras perder su demanda contra Virgin Records. Había firmado con Virgin después de dejar Arista Records en 1984, tras doce años en la discográfica. Attitude Records se fusionó a finales de los años 90 con la Machmain Ltd, compañía de música propiedad de Glitter.
Glitter se pasó la siguiente década como intérprete en vivo bastante demandado, y su catálogo de grabaciones resultó lo suficientemente perdurable como para entrar en varias compilaciones que se vendieron bien. Apareció en carteles y publicidades para la British Rail, en uno de los cuales se aparecía con un aspecto rejuvenecido para poder obtener una tarjeta joven de esa empresa. También lanzó un nuevo disco de estudio llamado Leader II en 1991 que vendió razonablemente bien.[cita requerida]
En 1991 su autobiografía, "The Leader", fue publicada y considerado un gran superventas. Obtuvo un éxito sorpresa en el concierto celebrado en Chicago con motivo de la Copa Mundial de Fútbol de 1994, que fue retransmitido en directo a cuarenta y seis países. Actuó en el papel de The Godfather en la gira revival de 1996 sobre el disco Quadrophenia de The Who. Grabó también una nueva versión del tema "The House of the Rising Sun". El grupo de rock británico Oasis usó un muestreo del éxito de Glitter de 1973 "Hello, Hello, I'm Back Again" en su multimillonario álbum (What's the Story) Morning Glory?, uno de una serie de actos que tomó prestado de su repertorio.

### Su carrera a partir del 2000
En 2002, la discográfica Snapper relanzó The Ultimate Gary Glitter, una antología en dos discos de la música de Glitter que había salido por primera vez en 1997, días después de su arresto, que cubre su brecha comercial desde 1972 hasta ese punto; de nuevo, fue un éxito moderado.
En septiembre de 2001 lanzó un nuevo disco, On, que incluye material escrito antes de su condena británica de 1999. Ese material debería haber formado parte de un proyecto llamado Lost on Life Street hasta que el lanzamiento de ese disco se canceló después de su arresto. En diciembre de 2004, tras realizar un nuevo sencillo, Control, Glitter salió de nuevo en las noticias por temas concernientes a su comportamiento; varias ONG hicieron peticiones al gobierno con sus propias evidencias encaminadas a detener a Glitter. Él se trasladó a Vietnam.
En 2005 Remember Me This Way, el documental filmado en el pico de la carrera de Glitter en 1973 (y originalmente realizado en 1974), se distribuyó por primera vez en formato DVD. La música de Glitter en sí todavía tiene audiencia, cosa que se demuestra en el lanzamiento de tres nuevos discos, aunque es cierto que contienen más grabaciones de baúles que nuevo material. Los dos primeros discos fueron lanzados al mismo tiempo, The Remixes y Live in Concert (este último una grabación de 1981). Salieron solo para venta por Internet. Una nueva colección de los sencillos más exitosos de Glitter los siguió, The Best of Gary Glitter. En 2006 su catálogo se puso a disposición a través de Internet desde sitios como iTunes y eMusic.
En 2011 una nueva colección de éxitos y caras B salió bajo el nombre de All that Glitters.
Informes de prensa indicaron que a partir de finales de julio de 2013, Glitter puede haber ganado un total de un millón de libras de los derechos de autor derivados de la canción de Oasis que usa partes de "Hello, Hello, I’m back again". El abogado de la industria de la música Craig Brookes citó esa suma de dinero en adición a los derechos por su propio catálogo de canciones - unas trescientas mil libras por año o más - y las aproximadamente doscientas mil libras con las que Glitter fue pagado por incumplimientos de derecho de autor en la demanda legal que interpuso contra Oasis en 1999. En 2014, Billboard informó que "Rock and Roll Part 2", escrita por Glitter y Mike Leander, estaba percibiendo aproximadamente 250 mil dólares por año en concepto de derechos de autor debido a su uso por parte de la NHL.

## Influencia sobre otros cantantes
Gary Glitter fue una influencia sobre varios músicos y géneros musicales desde los años 70, especialmente del punk británico, post-punk, new wave, rock gótico, Britpop y hair metal.
- Mark E. Smith fue un fan de Glitter. "Yo estaba muy metido en la onda de Gary Glitter, y solía tener mala fama por ello. Era como que 'tenías que ser fan de David Bowie o Yes – Gary Glitter es una porquería'. Y yo decía 'es realmente grande. Es avant-garde... ya sabes, dos bateristas y todo eso – era realmente percusivo. Era lo único decente en aquellos tiempos", dijo el líder de The Fall en 1993, hablando para NME.[36]

- "El glam era bastante bueno en aquella época; también era casi todo lo que teníamos por aquel entonces. Podía tener un look ridículo, pero musicalmente solía ser bastante bueno. A veces cuando vuelves a oír, partes de él suenan bastante punky. Me gustaba Gary Glitter, Hello, Slade; todos fueron sentando las bases del punk. Algunas cosas de Bowie y Lou Reed fueron muy buenas de la misma forma que Marc Bolan, por supuesto. Supongo que tenían cierta influencia, aunque no mucha." – Knox de the Vibrators citando cosas sobre el glam rock, incluyendo a Glitter, como una influencia del punk.

- Cee Lo Green ha sido influenciado por la música de Glitter, como dijo para NME en 2014, "Estoy muy al corriente de los crímenes que (Glitter) cometió, por lo que no tengo una interpretación errónea sobre ello. Pero aprecio la contribución musical y (lo que hizo) sónicamente."[37]

- Freddie Mercury actuó como Larry Lurex, un nombre influenciado por su nombre, "Gary Glitter".[38]

- John Eddie se inspiró por Glitter y describió su primer sencillo «Jungle Boy» como si "Gary Glitter encontrase a Elvis Presley".[39]

- Joan Jett fue inspirada por la música de Glitter de principios de los 70, del que hizo una versión de su canción «Do You Wanna Touch Me».[40]

## Vida personal
En julio de 1963, Gadd se casó con Ann Murton. En el año siguiente tuvieron un hijo, también llamado Paul, y en 1966 una hija, Sarah. Se divorciaron en 1972. En febrero de 2001 tuvo un hijo, Gary Jr., con Yudenia Sosa Martínez, nacida en 1973, con quien estaba viviendo en Cuba.
Glitter tenía casas en Wedmore, North Somerset, y Londres en el momento de su arresto en 1997.

### Desórdenes cardiovasculares
El 20 de enero de 2008, News of the World anunció que el cantante había sufrido un grave ataque al corazón. Estas noticias fueron negadas, aunque sí confirmaron que había sido diagnosticado de problemas de corazón. "Glitter fue admitido en nuestro hospital con diarrea aguda", dijo Nguyen Huu Quang, director del hospital en la provincia de Bình Thuận, cerca de la prisión donde el cantante estaba cumpliendo condena. "Mientras estaba aquí en tratamiento, se le descubrieron algunos desórdenes de tipo cardiovascular."

## Historia legal por delitos sexuales
Desde finales de los años 90, Glitter ha sido acusado de numerosos delitos sexuales. De acuerdo con el crítico musical Neil McCormick, del The Daily Telegraph's, "existe la idea de que cada estrella del rock tenía completa impunidad para cometer crímenes, los crímenes morales que nadie más en la sociedad estaba cometiendo " y sintió que Glitter fue "un depredador sexual que explotó las posibilidades de lo que estaba pasando."

### Arresto por pornografía infantil y condena
En noviembre de 1997, Glitter fue arrestado tras descubrirse imágenes pornográficas de niños en el disco duro de su ordenador Toshiba que había llevado a reparar a una franquicia de PC World en Cribbs Causeway, cerca de Bristol. Como resultado, fue castigado por los medios durante las alegaciones. Adicionalmente, su aparición en la película Spice World de las Spice Girls fue eliminada del metraje. De todas formas, una edición truncada de la escena, ofrece una versión del tema "I'm the leader of the Gang (I Am)", que fue incluida en el film. En los meses anteriores a su condena, agradeció a su audiencia el apoyo recibido en su último concierto antes del proceso.
En 1999, Glitter fue sentenciado a cuatro meses de encarcelamiento y añadido a las listas de delincuentes sexuales en Reino Unido tras la condena por la descarga de miles de imágenes de pornografía infantil.
Fue también acusado de haber tenido sexo con una chica menor, Alison Brown, unos veinte años atrás, cuando ella tenía 14 años de edad. Ella había mantenido una relación sentimental con Glitter por algunos años. Glitter fue absuelto de este cargo. Se descubrió más tarde que Brown había vendido la exclusiva a News of the World y posiblemente habría ganado más dinero si a Glitter lo hubiesen declarado culpable.
Tras el rechazo de la opinión pública británica y frente al seguimiento de la prensa después de su arresto y condena, Glitter huyó en su yate, "Voyageur", a España. Viajó a Cuba antes de establecerse en Camboya.

### Sudeste Asiático

#### Camboya
Glitter vivió en Camboya hasta 2002, antes de ser deportado y expulsado del país por sospechas de abuso sexual infantil, tras lo cual se estableció en Vietnam.

#### Vietnam
Desde marzo de 2005, Glitter residió en Vũng Tàu, Vietnam. A pesar de haber pedido la residencia permanente en ese país, abandonó su casa el 12 de noviembre de 2005. Tres días después, fue arrestado en Ho Chi Minh cuando intentaba tomar un vuelo a Tailandia. Seis chicas y mujeres vietnamitas, con edades comprendidas entre los 11 a los 23 años, aseguraron que Glitter había mantenido relaciones sexuales con ellas; la edad de consentimiento sexual en Vietnam es de 18 años.
Tras su arresto, Glitter fue entregado a la policía provincial de Bà Rịa–Vũng Tàu, volviendo a Vũng Tàu bajo sospecha de tener relaciones sexuales con dos chicas menores de edad. Glitter fue retenido en la cárcel durante toda la investigación penal, que se completó el 26 de diciembre de 2005. El cargo de violación fue retirado por "falta de pruebas" (según el abogado de Glitter), aunque el cantante admitió que una niña de 11 años había dormido en su cama. Glitter podía haber sido condenado a fusilamiento si hubiese sido condenado por violación infantil. Tras recibir compensaciones económicas por parte de Glitter, las familias de las chicas apelaron por su indulto.
El 2 de marzo de 2006 Glitter fue juzgado bajo la acusación de cometer actos obscenos con dos niñas, de 10 y 11 años, enfrentándose a hasta 14 años en prisión si fuese culpable. El día siguiente fue hallado culpable y sentenciado a tres años en prisión. Fue además obligado a pagar una compensación de 320 dólares a la familia de cada una de ellas, así como las costas del juicio. El juez Hoang Thanh Tung: "Él abusó sexualmente y cometió actos obscenos con niños muchas veces de forma repugnante y enferma."
La sentencia incluía deportación obligatoria al final de la condena, y el pago de 5 millones de en moneda vietnamita (unos 315 dólares americanos) a la familia de sus víctimas. Glitter continuó negando todas las acusaciones, diciendo que creía que había sido víctima de una encerrona por parte de los tabloides británicos. Anunció que tenía planeado pasar parte de su condena escribiendo su autobiografía, que ya había comenzado durante la prisión preventiva.
Glitter, en su primera entrevista en más de ocho años a la BBC News, en mayo de 2006, negó toda responsabilidad y afirmó no haber tenido relaciones sexuales con nadie menor de 18 sin su conocimiento. Dijo también: "conozco la línea que no se debe cruzar". Cuando se le preguntó qué pensaba sobre los adultos que mantenían relaciones con niños, dijo: "ciertamente es un crimen... estaría muy enfadado por ello". Christine Beddoe, director de la ONG ECPAT (siglas para End Child Prostitution, Pornography and Trafficking), criticó a Glitter y dijo que él había tratado de "minimizar lo que hizo" y añadió que "debemos permitir que los niños cuenten su historia y no quedarnos solo con las palabra de Gadd."
En su entrevista, Glitter negó ser un pedófilo. Dijo que esperaba incluso que hubiese una posibilidad de poner su vida en orden y tener una carrera después de salir de la cárcel en Inglaterra. La gente más cercana a Glitter sintió que los medios de comunicación habían creado sensación acerca de las acusaciones de pedofilia. Continuó culpando a la prensa por su caída y los llamó "el peor enemigo en el mundo", alegando haber sido víctima de un montaje al haber pagado (los medios) a las chicas de un bar para conseguir una foto-primicia. No hizo ningún comentario sobre su condena anterior por posesión de pornografía infantil varios años antes.

#### Apelación
El 15 de junio de 2006, en una vista cerrada, la Corte Suprema de Apelaciones escuchó la apelación de Glitter para su reducción de condena. Los tres jueces encargados del caso denegaron la apelación cuatro semanas más tarde. A pesar de estar en calma durante los 40 minutos que duró la lectura de la sentencia, a la salida de los juzgados gritó con furia a los periodistas y denunció a la justicia vietnamita de no haber escuchado los argumentos de la defensa. El 7 de febrero de 2007 se anunció que su sentencia se había reducido en tres meses. Anticipándose a su liberación, Filipinas le prohibió la entrada al país desde el 16 de mayo de 2008.

#### Liberación
El abogado vietnamita de Glitter, Le Thanh Kinh, dijo que su cliente tenía la intención de regresar al Reino Unido, aunque también había expresado su interés en mudarse a Hong Kong o Singapur. Desde el Reino Unido se informó que sería introducido en el Registro de Delincuentes Sexuales del Reino Unido a su regreso. La Ministro de Interior británica Jacqui Smith dijo que se le daría una Orden de viajes al extranjero que le prohibiría cualquier viaje fuera del territorio británico: "Necesitamos controlarlo, y así se hará una vez haya vuelto a este país."
Glitter salió de la prisión de Thu Duc en el sur de la provincia de Bình Thuận el 19 de agosto de 2008. Fue escoltado por la policía hasta el Aeropuerto Internacional de Tan Son Nhat en la Ciudad Ho Chi Minh y puesto en un vuelo a Londres vía Bangkok. En Bangkok declaró que sufría de tinnitus y padecía del corazón, y se negó a subirse al vuelo a Londres a pesar de los esfuerzos de la policía británica enviada a escoltarlo, aunque no tenían jurisdicción para tomar esas medidas. Se le negó la entrada a Tailandia y se le amenazó con deportarlo al Reino Unido En la noche del 21 de agosto cogió un vuelo a Hong Kong, donde pidió atención médica alegando que estaba sufriendo un ataque al corazón. Las autoridades de Hong Kong se negaron a admitirlo y volvió a Tailandia el día siguiente.
Al menos 19 países, incluyendo Cuba, Camboya y Filipinas, anunciaron que se negaban a la entrada de Glitter en el país, y el 21 de agosto las autoridades tailandesas declararon que había accedido a volver al Reino Unido. Aterrizó de vuelta en Reino Unido en el Aeropuerto de Heathrow a las 7:10 a. m. del 22 de agosto de 2008, donde le esperaban oficiales de la policía británica.
A su vuelta al Reino Unido, Glitter fue incorporado al Registro de Delincuentes Sexuales del Reino Unido de por vida, y anunciaron la intención de Glitter de apelar esta decisión; el 16 de enero de 2009 se anunció que Glitter había abandonado esa idea.

#### Planes tras su liberación
El 25 de junio de 2008, The Daily Telegraph informó que Glitter planeaba grabar un nuevo disco tras su liberación. Fue citado diciendo: "Tengo un disco incompleto que quiero terminar. He estado pensando en el plan durante mis días en la cárcel. He cantado rock 'n' roll durante 40 años. Tras la prisión seguiré rockeando." Tras salir de la cárcel, Glitter dijo que había planeado escribir un libro que serviría como prueba de su inocencia.

### Alegaciones de 2012 y condena de 2015

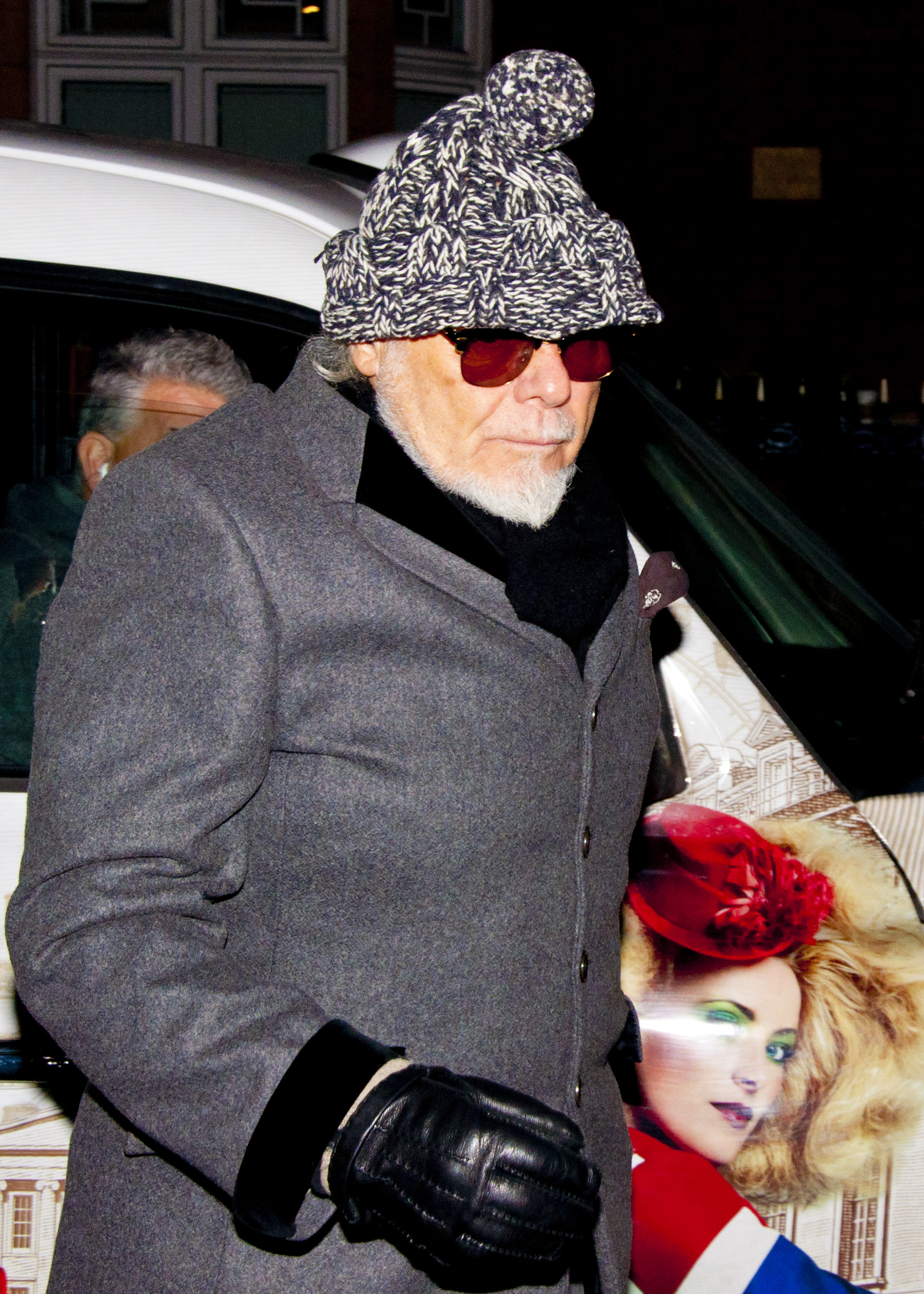
Gary Glitter llegando a su casa después de pasar el día siendo interrogado por detectives (2012).

En octubre de 2012, el canal de televisión ITV emitió el documental "The Other Side of Jimmy Savile" en su serie de programas Exposure, que detallaba las acusaciones de mala conducta sexual del presentador y DJ de la BBC Jimmy Savile. La historia se desarrolló durante las siguientes semanas, e incluía la acusación contra Glitter. Él fue acusado de haber sido visto teniendo relaciones sexuales con una niñas de unos 13 o 14 años en el camerino de Savile en la BBC. El 28 de octubre, Glitter fue arrestado e interrogado por la policía en Londres como parte de la operación Yewtree. Glitter fue liberado bajo fianza a mediados de diciembre, y posteriormente liberado en febrero. El 5 de junio de 2014, Glliter fue acusado por ocho cargos de delitos sexuales cometidos con dos niñas de entre 12 y 14 años de edad entre 1977 y 1980.
El 19 de enero de 2015 compareció ante el Tribunal de la Corona de Southwax acusado de siete cargos por asalto indecente, un cargo por tentativa de violación y otras dos por delitos sexuales, con tres niñas, entre 1975 y 1980. El proceso duró dos semanas y media.
El 5 de febrero de 2015 fue declarado culpable de intento de violación, cuatro cargos por delitos sexuales y uno por mantener relaciones sexuales con una menor de 13 años. Fue absuelto de los otros tres cargos y se le puso en prisión preventiva. El 27 de febrero de 2015 fue condenado a 16 años de prisión.

## Giras y actuaciones
Durante su larga carrera como cantante, Glitter realizó muchas giras por varios lugares de todo el mundo. Su primera gira mundial fue al Medio Este, como Paul Raven and the Boston Internation en 1967. Giró, entre otros países, Chipre, Jordania, Líbano, Turquía y Armenia.
En 1973, Glitter actuó en el London Palladium. Fue un concierto donde se vendieron todas las entradas y se convirtió en uno de los primeros artistas musicales en actuar en el lugar. Ese mismo año, su actuación en el Rainbow Theatre fue grabada y lanzada como álbum en directo, "Remember Me This Way". Glitter realizó una gira mundial para celebrar su recién descubierta fama. Giró por Europa, Escandinavia, Australia y Nueva Zelanda.
Continuó girando hasta 1976 y su retiro temporal de la música; visitó Australia unas veinte veces y giró por Europa y América bastantes veces.
Durante su regreso en los años 80, hizo menos giras y casi todas en Gran Bretaña. Hizo shows en Irlanda, Alemania, Francia, América y Baréin. Durante los años 90, giró por América muchas veces, ganándose finalmente una significativa popularidad que buscaba en los años 70. En 1995, realizó su última gran gira, visitando Dubái, Abu Dhabi, Bangkok y Singapur. En 1996 giró con the Who, apareciendo en el papel de The Godfather en la gira británica y estadounidense del musical de Quadrophenia. Su última gira, titulada "A Night Out With The Boys: Could This Be For The Last Time?" tuvo lugar en 1997. En 2005, Glitter fue descubierto viviendo en Vietnam sin que las autoridades tuviesen conocimiento de ello. Su presencia solo suscitó atención cuando se ofreció para actuar en bares locales en Vũng Tàu.

## Discografía

### Álbumes
| Año  | Título            |
| ---- | ----------------- |
| 1972 | Glitter           |
| 1973 | Touch Me          |
| 1975 | G. G.             |
| 1977 | Silver Star       |
| 1984 | Boys Will Be Boys |
| 1991 | Leader II         |
| 2001 | On                |

## Versiones y samples
- 1974 "I'm the Leader of the Gang" por Brownsville Station – No. 48 US
- 1980 Holiday 80 EP por The Human League (incluye versión de "Rock and Roll" como parte de un medley con "Nightclubbing" de Iggy Pop)
- 1982 "Rock N' Roll Part 2" versioneado por el grupo hardcore punk D.I.
- 1983 "I Didn't Know I Loved You (Til I Saw You Rock 'n' Roll)" por Rock Goddess
- 1983 "I Didn't Know I Loved You (Til I Saw You Rock 'n' Roll)" por Planet Patrol – R&B/Hip-Hop Singles Chart No. 62 US
- 1984 "Do You Wanna Touch Me" por Joan Jett and the Blackhearts – No. 20 US
- 1987 "A Little Boogie Woogie (In the Back of My Mind)" Shakin' Stevens – No. 12 UK
- 1988 "KLF – Doctorin' the Tardis" por The Timelords Featuring Gary Glitter – No. 1 UK (contiene samples de "Rock and Roll (Parts 1 and 2)")
- 1989 "Let's Party" Jive Bunny and the Mastermixers – UK No. 1 (incluye samples de "Another Rock 'N Roll Christmas")
- 1989 "Rock N' Roll" por the Undertones, versión de Rock N' Roll (Part 1), The Peel Sessions Album (Undertones)
- 1993 "I'm the Leader of the Gang" Hulk Hogan con Green Jelly – No. 25 UK
- 1995 "Hello" por Oasis (usa elementos y la frase para el coro "Hello, Hello, I'm Back Again")
- 2004 "Ni tu ni nadie" de Moenia, cover del grupo Alaska y Dinarama, incluye un sampleo de la batería de Rock N' Roll (Part 2)
- 2009 "Causa y Efecto" por Paulina Rubio (incluye el sample de batería de "Rock and Roll"), logró el #1 en U.S. Billboard "Hot Latin Tracks"

## Libros
- Glitter, Gary con Lloyd Bradley (1991), Leader: The Autobiography of Gary Glitter, Ebury Press, ISBN 0-85223-977-7
- Anon. (1976), Garry Glitter Annual 1976, Jarrold & Sons, ISBN 978-0-72350-341-5
- Anon. (1975), Garry Glitter Annual 1975, World Distributors Ltd., ISBN 978-0-7235-0284-5